# T-55AGM主力戰車
T-55AGM主力戰車（烏克蘭語：Т-55АГМ）是一款由卡爾科夫莫洛佐夫機械設計局（烏克蘭語：Харківське Конструкторське Бюро з Машинобудування ім. О.О. Морозова, or ХКБМ, KhKBM）設計的烏克蘭主力戰車。一如名稱所述，T-55AGM是T-55主力戰車經過大幅度現代化改裝而來的。有了這些改裝，T-55AGM成為一款性能與T-80相當的主力戰車。由於中國的59式坦克及蘇聯的T-62主力戰車皆是以T-54/55為基礎發展而來的，因此T-55AGM的改裝套件也同樣可運用在這些戰車上。不過，T-55AGM主要僅作出口用途，因此每輛T-55AGM皆可能因用戶需求的不同而有差異。

## 概述
T-55AGM使用一具5TDFM二衝程水冷式多燃料渦輪增壓柴油引擎，可輸出850匹馬力，並擁有比T-55更優秀的駕駛部件。駕駛擁有一具自動運動控制系統，還有一根操縱桿。
T-55AGM擁有內建的爆炸反應裝甲、反制防禦系統、新的火力壓制系統，並於車長席設有火力打擊裝置，可在車內操縱自動裝填防空機槍。防空機槍被安裝於車長塔上，可以用於攻擊空中及地面目標。
T-55AGM的買家可以選擇兩種主炮：125毫米KBM1滑膛炮或是120毫米KBM2滑膛炮。兩款主炮在發射增壓型傳統彈藥及反戰車飛彈的前提下，皆能於2000～3000公尺（增壓型傳統彈藥）或5000公尺（反戰車飛彈）外擊毀現代主力戰車。T-55AGM至少能攜帶30發炮彈。125毫米KBM1滑膛炮重2.5噸，砲管長6公尺（48倍徑），能夠發射尾翼穩定脫殼穿甲彈、反戰車高爆彈以及高爆破片彈。120毫米KBM2滑膛炮重2.63噸，砲管同樣長6公尺（50倍徑），並能發射所有的北約標準彈藥以及烏克蘭自製的反戰車飛彈。兩門主炮的後座行程皆為26～30公分，最大後座行程為31公分。戰車上能安裝KT-7.62機槍或是PKT-7.62同軸機槍，並可攜帶3000發機槍子彈。炮塔上亦可安裝KT-12.7機槍或是NSVT-12.7重機槍以作防空用途，但攜彈量僅有450發。防空機槍於白天的正常交戰距離約為2公里，晚間則會降至800公尺；俯角為-5度，仰角最大則可達+70度。在自動模式下，防空機槍可透過TKN-5視鏡遙控操縱；半自動模式下則可使用PZU-7視鏡操縱。